# Eduardo Vañó Pastor
Eduardo Vañó Pastor (Bocairent, 24 de febrer de 1911 - València, 26 de setembre de 1993) va ser un dibuixant d'historietes valencià, adscrit a l'Escola Valenciana de còmic. Se li coneix pel seu treball en la sèrie Roberto Alcázar y Pedrín (1940-1976), una de les més populars de la postguerra.
Va estudiar en la valenciana Reial Acadèmia de Belles Arts de Sant Carles, on va obtenir el títol de professor de dibuix. En iniciar-se la dècada de 1930, va començar a treballar com a il·lustrador de novel·les per lliuraments per a Editorial Valenciana i també en la revista KKO. Després de la guerra, juntament amb el propietari de l'empresa, Juan Baptista Puerto, va crear la sèrie Roberto Alcázar y Pedrín, que es convertiria en un dels títols més reeixits del còmic espanyol de postguerra.
Va col·laborar amb nombrosos guionistes: a més de Puerto, va dibuixar guions de José Jordán Jover, Federico Amorós, Vicente Tortajada i Pedro Quesada, i fins i tot alguns de la seua pròpia autoria. Vañó va dibuixar la totalitat dels 1.219 números que es publicaren de la sèrie. Va dedicar a la sèrie pràcticament tota la seua vida professional, encara que va crear també altres sèries, com Bob Tayler i Carlos Ray, Corazón de Acero, ambdues amb Manuel Gago en 1941, i sobretot Milton el Corsario (1956), del que es va encarregar de dibuixar els 61 primers quadernets. Per aquelles dates, era tan cèlebre que Valenciana la va promocionar com a obra d'Eduardo Vañó, el prestigiós dibuixant de Roberto Alcázar. Poc inclinat a les aparicions públiques, en 1991 va renunciar a assistir a l'homenatge que el Saló Internacional del Còmic de Barcelona li va rendir a ell i els seus companys Sanchis i Karpa.
Malgrat el seu èxit, la seua labor va ser posada en dubte per alguns crítics durant la Transició. Antonio Lara va escriure llavors en "El País": "E. Vañó, guionista i dibuixant mediocre, artesà conscienciós i d'una paciència exemplar i insuperable es va limitar a servir uns arquetips que ell no va crear, però que va recollir de l'ambient circumdant, sense la menor força, sense el més menor interès".